# Benjamin Ricardo

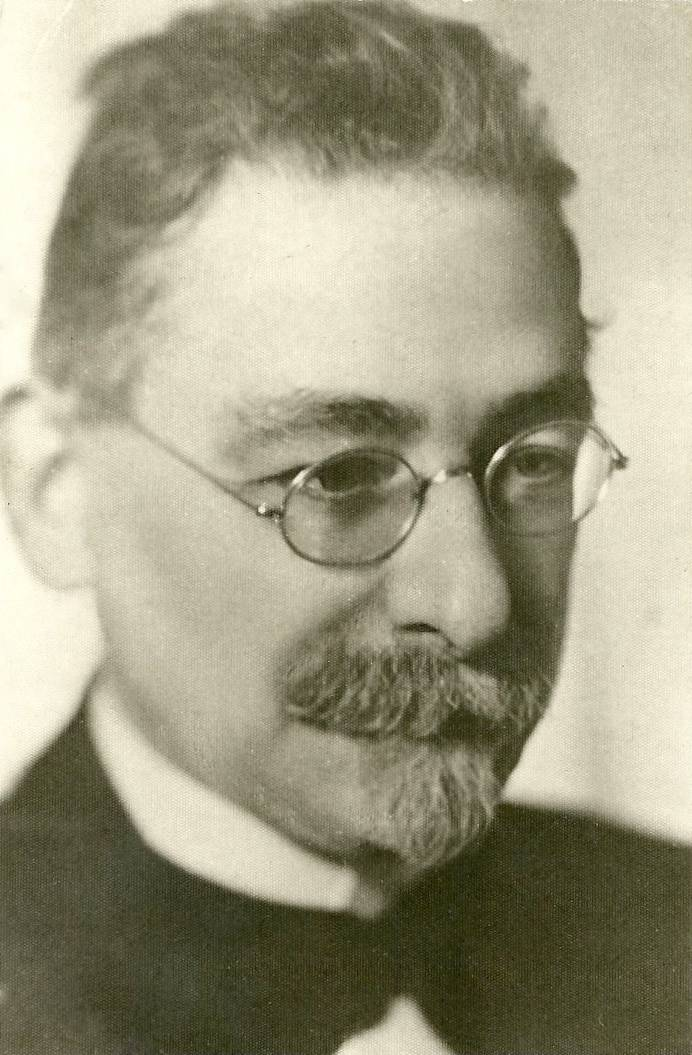
Rabbijn Benjamin Israel Ricardo, 1938

Benjamin Israel Ricardo (Amsterdam, 1 juli 1872 – Auschwitz, 23 mei 1944) was een rabbijn van de Portugees-Israëlietische Gemeente in Amsterdam. Hij was de eerste rabbijn in Nederland die de doctorstitel behaalde.
Op 31 mei 1917 promoveerde hij aan de Gemeente Universiteit van Amsterdam tot doctor in de klassieke letteren op een proefschrift getiteld De praepositionis παρα [para] usu atque significatione in Pentateuchi versione Alexandrina. In 1923 werd hij benoemd tot adjunct-rabbijn van de Portugees-Israëlietische Gemeente te Amsterdam. In 1928 volgde zijn benoeming tot rector van het Portugees-Israëlietisch Seminarium Ets Haim. In 1928 werd hij tevens benoemd tot Ab Bet Din, voorzitter van de rabbinale rechtbank van de Portugees-Israëlietische Gemeente te Amsterdam. Hij was tijdens het interbellum een aantal jaren voorzitter van de Nederlandse afdeling van de Mizrachie.